# Hestroff
Hestroff é uma comuna francesa na região administrativa de Grande Leste, no departamento de Mosela. Estende-se por uma área de 7,43 km². Em 2010 a comuna tinha 463 habitantes (densidade: 62,3 hab./km²).